# Mohnacika, Popilnea
Mohnacika (în ucraineană Мохначка) este un sat în comuna Bilkî din raionul Popilnea, regiunea Jîtomîr, Ucraina.

## Demografie
Componența lingvistică a localității Mohnacika
     Ucraineană (98,36%)
     Rusă (1,03%)
     Alte limbi (0,42%)
Conform recensământului din 2001, majoritatea populației localității Mohnacika era vorbitoare de ucraineană (98,36%), existând în minoritate și vorbitori de rusă (1,03%).